# トロ・ロッソ STR7
トロ・ロッソ STR7（Toro Rosso STR7）は、スクーデリア・トロ・ロッソが2012年のF1世界選手権参戦用に開発したフォーミュラ1カー。

## 概要
前年のマシンSTR6のオリジナルコンセプトとして注目された「ダブルフロア」を発展させている。サイドポンツーンはSTR6よりもさらにコンパクトになり、フロアパネルとの間の空間面積が広くなった。この隙間を通過した気流がリアエンドに流れ込み、ディフューザーの空力効果を増加させる。また、空力的な理由からシャシーを短くし、ギアボックスを延長している。
排気管は気流の邪魔にならない位置として、サイドポンツーンの後端、リアサスペンションのアッパーアームの付根部分に配置されている。
ノーズにはV字断面のシャシーから偏平なノーズコーンにつながる段差がある。クラッシュテストを通過するための暫定的なデザインであり、新しいノーズを投入する予定もある。
インダクションポッドは円筒状で、穴の面積が小さいのが特徴。ポッドの下側（ヘッドレストの上部）にも別の吸気口が開いている。
カラーリングはリアウィング周辺に、前年からスポンサーになったセプサ （CEPSA）の赤色が目立つ。

## 2012年シーズン
レギュラードライバーは2名とも交代となった。セバスチャン・ブエミとハイメ・アルグエルスアリに替えて、前年デビューしたダニエル・リチャルドと新人のジャン＝エリック・ベルニュという経験の浅いコンビになった。いずれもレッドブルの支援を受け、似たようなキャリアを経てF1に進出している。
開幕2戦続けて入賞したが、それ以後は第11戦までノーポイントが続いた。アドバイザーのヘルムート・マルコはドライバーの経験不足ではなく「エンジニア達がエキゾーストの開発で間違った方向に進んでしまった」と説明した。
サマーブレイク後のベルギーGPでダブル入賞し、後半戦は20ポイントを獲得した。

## スペック
- エンジン フェラーリ ティーポ056 V8エンジン
- シャシー コンポジット・モノコック構造
- ボディーワーク カーボンファイバーコンポジット製
- フロントサスペンション カーボンファイバー製ダブルウィッシュボーン トーションバースプリング アンチロールバー ザックス製ダンバー
- リアサスペンション カーボンファイバー製ダブルウィッシュボーン トーションバースプリング アンチロールバー ザックス製ダンバー
- ステアリング スクーデリア・トロ・ロッソ
- ギアボックス 油圧式7速
- クラッチ ザックス トリプルプレート・プルタイプ
- ブレーキキャリパー ブレンボ製
- ブレーキパッドおよびディスク 	ブレンボ
- 冷却システム（ラジエター、熱交換器） スクーデリア・トロ・ロッソ
- コックピット機器 スクーデリア・トロ・ロッソ
- シートベルト OMP
- ステアリングホイール スクーデリア・トロ・ロッソ
- ドライバーズシート カーボンファイバー製 ドライバーの体形に合わせて成型
- 消火器システム スクーデリア・トロ・ロッソ／FEV製
- ホイール アドバンティ・レーシング
- 燃料タンク ATL製
- 重量 	640 kg（ドライバー、カメラを含む）

## 記録
| 年   | No. | ドライバー | 1   | 2   | 3   | 4   | 5   | 6   | 7   | 8   | 9   | 10  | 11  | 12  | 13  | 14  | 15  | 16  | 17  | 18  | 19  | 20  | ポイント | ランキング |
| 年   | No. | ドライバー | AUS | MAL | CHN | BHR | ESP | MON | CAN | EUR | GBR | GER | HUN | BEL | ITA | SIN | JPN | KOR | IND | ABU | USA | BRA | ポイント | ランキング |
| ---- | --- | ---------- | --- | --- | --- | --- | --- | --- | --- | --- | --- | --- | --- | --- | --- | --- | --- | --- | --- | --- | --- | --- | -------- | ---------- |
| 2012 | 16  | リチャルド | 9   | 12  | 17  | 15  | 13  | Ret | 14  | 11  | 13  | 13  | 15  | 9   | 12  | 9   | 10  | 9   | 13  | 10  | 12  | 13  | 26       | 9位        |
| 2012 | 17  | ベルニュ   | 11  | 8   | 16  | 14  | 12  | 12  | 15  | Ret | 14  | 14  | 16  | 8   | Ret | Ret | 13  | 8   | 15  | 12  | Ret | 8   | 26       | 9位        |

- 太字はポールポジション、斜字はファステストラップ。(key)